# Khalanga (Jajarkot)
Khalanga (nep. खलंगा) – gaun wikas samiti w zachodniej części Nepalu w strefie Bheri w dystrykcie Jajarkot. Według nepalskiego spisu powszechnego z 2001 roku liczył on 1842 gospodarstw domowych i 9804 mieszkańców (4911 kobiet i 4893 mężczyzn).